# Fleshgod Apocalypse
Fleshgod Apocalypse är ett italienskt symfoniskt technical death metal-band.

## Historia
Fleshgod Apocalypse grundades 2007 och spelade in sin första demo under samma år. Följande år återsläpptes demoskivan på en split med andra band, såsom exempelvis Behemoth, Dying Fetus, Suffocation och Napalm Death.
Bandets första fullängdsalbum, Oracles, spelades in 2008, medan bandet var kontrakterat av Willowtip Records, men släpptes 2009 hos Neurotic Records.
Strax efter att Oracles utgivits tillkom Tommasso Ricardi till bandet. Han tog över rollen som sångare i bandet. Ricardi verkade också som orkesterarrangör. Paoli, som var bandets första sångare och gitarrist, blev istället bandets trummis, även om han fortfarande bidrar med gitarr och sång på inspelningarna. 2010 gick Francesco Ferrini, som hade samarbetat med bandet på Oracles som orkesterarrangör, med i bandet som arrangör och keyboardist på heltid. 
I maj 2011 signerade bandet kontrakt med det tyska skivbolaget Nuclear Blast Records. Där släppte man sitt andra fullängdsalbum, Agony, världen över.
Augusti 2013 släpptes albumet Labyrinth och i februari kom det fjärde studioalbumet, King. I maj 2019 släpps det femte studioalbumet, Veleno, där Paoli gått tillbaka som sångare i bandet.

## Medlemmar
Nuvarande medlemmar
- Paolo Rossi – basgitarr, sång (2007– )
- Francesco Paoli – gitarr (2007– ), sång (2007–2009, 2017– ), trummor, bakgrundssång (2009–2017)
- Francesco Ferrini – keyboard, orkesterarrangemang (2010– )

Tidigare medlemmar
- Francesco Struglia – trummor (2007–2009)
- Cristiano Trionfera –  sologitarr, bakgrundssång, orkesterarrangemang (2007–2017)
- Tommaso Riccardi – sång, growl, rytmgitarr, orkesterarrangemang (2009–2017)

Turnerande medlemmar
- Veronica Bordacchini	– sopransång (2013– )
- David Folchitto – trummor (2017– )
- Fabio Bartoletti – gitarr (2017– )
- Tommaso Riccardi – gitarr (2009)

Bidragande musiker (studio)
- Francesco Ferrini – keyboard, orkesterarrangemang (2009–2010)
- Mauro Mercurio – trummor (2009)
- Veronica Bordacchini – sång (2011– )
- Ghita Casadei – sång (2009)
- Luca Moretti – cello (2013)
- Riccardo Perugini – slagverk (2013)
- Marko Sensi – akustisk gitarr (2013)

## Diskografi
Demo
- Promo '07 (2007)

Studioaalbum
- Oracles (2009)
- Agony (2011)
- Labyrinth (2013)
- King (2016)
- Veleno (2019)

EP
- Mafia (2010)

Singlar
- "The Fool" (2016)
- "Sugar" (2019)
- "Carnivorous Lamb" (2019)
- "Monnalisa" (2019)

Annat
- Da Vinci Death Code (2008) (delad album: Septycal Gorge / Modus Delicti / Onirik / Fleshgod Apocalypse)